# Eichen- und Akazienwäldchen

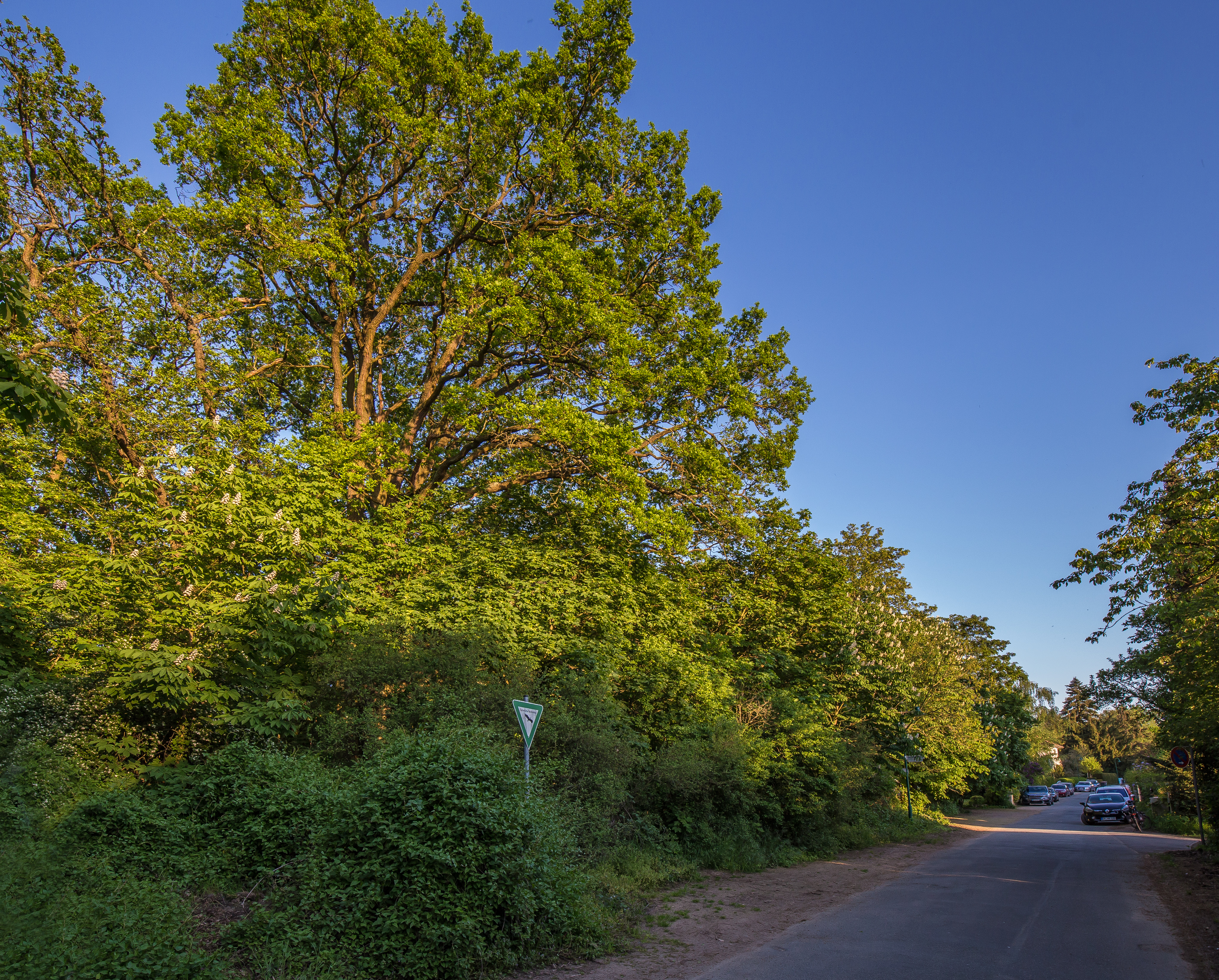
Flächenhaftes Naturdenkmal Eichen- und Akazienwäldchen im Paulusviertel Darmstadt

Das Eichen- und Akazienwäldchen (auch: Felsenwäldchen) ist ein Naturdenkmal in Darmstadt-Bessungen. Es wurde 1938 unter Naturschutz gestellt.
Das ca. 0,9 ha große Eichen- und Akazienwäldchen mit seinem aus Granodiorit-Felsen bestehenden geologischen Aufschluss gehört dem Land Hessen.
Der Schutzgrund ist die Erhaltung des geologischen Aufschlusses und die Erhaltung des Eichenwäldchens als Grünzug im dicht bevölkerten Darmstadt-Bessungen.